# Wielącza-Kolonia
Wielącza-Kolonia – wieś w Polsce położona w województwie lubelskim, w powiecie zamojskim, w gminie Szczebrzeszyn.
| SIMC    | Nazwa      | Rodzaj    |
| ------- | ---------- | --------- |
| 0900904 | Pastwiska  | część wsi |
| 0900910 | Przymiarki | część wsi |

W latach 1975–1998 miejscowość administracyjnie należała do województwa zamojskiego.
Wieś jest sołectwem w gminie Szczebrzeszyn. Według Narodowego Spisu Powszechnego z roku 2011 wieś liczyła 540 mieszkańców.
Wierni Kościoła rzymskokatolickiego należą do parafii św. Stanisława w Wielączy.